# Pokémon Diamond i Pearl
Pokémon Diamond i Pearl naslovi su četvrtih po redu Pokémon RPG igara, nasljeđujući Pokémon Ruby, Sapphire i Emerald inačice. Razvila ih je tvrtka Game Freak, a izdala tvrtka Nintendo za dlanovnu Nintendo DS dlanovnu konzolu. U prodaju su prvi put puštene u Japanu, 2006. godine. U Sjevernoj Americi, Australiji i Europi u prodaju su puštene 2007. godine. Pokémon Platinum, posebna inačica ove generacije, u prodaju je u Japanu puštena u rujnu 2008. godine. Tri navedene igre (Pokémon Diamond, Pearl i Platinum), tvore četvrtu generaciju Pokémon videoigara.
Zbivanja unutar igre smještena su u izmišljenoj regiji imena Sinnoh, koja je stanište 493 različitih vrsta Pokémona, od kojih su neki jedinstveni za regiju. Priča prati napredak središnjeg lika u njegovom ili njenom naumu da postane majstor Pokémon borbi dok istovremeno pokušava omesti planove zločinačke organizacije Tim Galactic. Igre dodaju velik broj novih sadržaja, poput igre putem interneta ili putem Nintendo Wi-Fi veze,  istovremeno nadograđujući starije sadržaje poput Pokémon izložbi. Dvije su igre neovisne jedna o drugoj te, iako se mogu igrati zasebno, igrač je primoren vršiti razmjenu među njima kako bi u potpunosti popunio Pokédex. Sinnoh saga Pokémon animirane serije temelji se na određenim zapletima unutar same igre.
Pokémon Diamond i Pearl inačice primljene su s pozitivnim kritikama, postigavši velik tržišni uspjeh. U Japanu, igre su se prodale u devet milijuna jedinica u samo tri mjeseca. Sveukupno, igre su se prodale u 15 milijuna jedinica diljem svijeta.

## Smještaj i zaplet
Diamond i Pearl inačice odvijaju se u Sinnoh regiji, koja se temelji na otoku Hokkaidu. Sinnoh je obilježen planinskim i snježnim područjima, i sadržava nove Pokémone koji postaju središte zapleta igre.
Glavni protagonist igara Pokémon Diamond i Pearl kojim igrač upravlja (imena Lucas ili Dawn, ovisno o spolu igrača) mladi je trener koji živi u gradu Twinleafu. Na početku igre, nakon spleta događaja, igrač biva napadnut od strane divljeg Pokémona, te je primoran odabrati jednog od triju početnih Pokémona (Turtwig, Chimchar ili Piplup).
Igra sadržava 107 novih Pokémona i prati putovanje novog Pokémon trenera koji teži postati Šampion Pokémon lige, sakupljajući i trenirajući različite vrste Pokémona kroz svoje putovanje. Poput većine Pokémon igara, Diamond i Pearl sadrže osam Pokémon dvorana koje vode Vođe dvorana, profesionalni treneri koji svoju stručnost pokazuju nad određenom vrstom Pokémona. Vođe dvorana služe kao glavne prepreke u igri i nagrađuju igrača posebnim bedževima koji predstavljaju ključ napretka u igri. Nakon izvršenja glavnih i sporednih zadataka u igri, igrač dobiva priliku suoćiti se s Elitnom četvorkom, a zatim i Šampionom Sinnoh Pokémon lige, Cynthiom.

### Pokémoni
Kao što je to slučaj sa svim novim generacijama, i u četvrtoj su generaciji uvedene nove vrste Pokémona, dovevši ukupan broj Pokémona do 493 različite vrste. Jedine razlike između Diamond i Pearl inačica jedu neki od dostupnnih Pokémona; primjerice, Pokémon Murkrow pojavljuje se samo u Diamond inačici, dok je Pokémon Misdreavus prisutan samo u Pearl inačici. Igrači su primorani razmjenjivati Pokémone između dviju inačica kako bi dobili nedostupne vrste Pokémona.
U samom začetku stvaranja igre, namjera programera bila je uvesti niže oblike Pokémona koji su uvedeni u prethodnim generacijama; Pokémoni dostupni već od prve generacije igara, Pokémon Red i Blue, u ovim su igrama dobili priliku da razmnožavanjem na svijet donesu nove vrste Pokémona, poput Mime Juniora, dostupan uzgajanjem Mr. Mimea; Happiny, koja postaje dostupna uzgajanjem Chansey; Budew, koji postaje dostupan uzgajanjem Roselie. Neki su Pokémoni dobili priliku da se razviju u nove oblike Pokémona; tako je, primjerice, Electabuzz dobio svoje evoluirani oblik u liku Electivirea, dok se Roselia može razviti u Roserade. 
Kao što je to slučaj u igrama Pokémon Crystal i Pokémon Emerald, sličice protivničkih Pokémona animirane su kada uđu u borbu (primjerice, Geodude će saviti svoje ruke, dok će Golduck poskakivati uokolo). Također, dodane su nove vrste Pokémon sposobnosti. Pokémon bebe u igrama Diamond i Pearl, kao što je Cleffa, mogu se pronaći u divljini, što nije bilo moguće u prethodnim igrama, gdje je bilo nužno uzgajanje Pokémona radi dobivanja Pokémon beba. Počevši s ovom generacijom igara, Pokémoni su poprimili određena fizička obilježja različita među spolovima, predstavljajući oblik spolnog dimorfizma. Primjerice, ženka Pikachua ima malenu udubinu u repu koja mu daje srcolik izgled.

## Igranje igre
Igranje igara Pokémon Diamond i Pearl uvelike je sličan igrama prethodnih generacija, s manjim preinakama i dodacima.
U prethodnim generacijama, Pokémon napadi smatrali su se "fizičkim" ili "specijalnim" ovisno o njihovom tipu (primjerice, Vatreni su se napadi smatrali specijalnim, dok su svi Zemljani napadi smatrani fizičkim napadima). Počevši s Diamond i Pearl inačicama, napadi su kategorizirani u tri različite skupine, ovisno o načinu njihova izvođenja. Primjerice, Vatreni udarac (Fire Punch), koji zahtjeva izravan kontakt s protivnikom, kategoriziran je kao Fizički napad; Zamah (Gust), kod kojeg nije prisutan izravan kontakt s protivnikom, kategoriziran je kao Specijalni napad. Svi ostali kategorizirani su kao Status napadi.
Pokémon Izložbe, događaji u kojima se Pokémoni natječu u nekoliko disciplina radi osvajanja posebnih vrpca uvedeni u trećoj generaciji igara dobili su neke preinake. Izložbe imaju tri kruga. U prvom krugu (Visual Judgment), igrači koriste olovku Nintendo DS konzole kako bi svog Pokémona ukrasili raznim dodacima i ukrasima u namjeri da se dopadnu sucima i osvoje bodove. U drugom krugu (Dance Judgment), Pokémoni se nadmeću s protivnicima u provjeri ritma i ravnoteže. Posljednji krug (Performance Judgment) jednak je Pokémon Izložbama unutar Ruby, Sapphire i Emerald igara; Pokémoni strateški koriste različite tehnike kako bi se dopali sucima i publici. Poffini, koji su preuzeli ulogu Poké kockica, mogu se spravljati kako bi povećali određeno Stanje Pokémona koje bi kasnije moglo biti presudno unutar Pokémon Izložbi.
Diamond i Pearl inačice sadrže osjetljivost na izmjenu dana i noći te dana u tjednu, što se prvi put pojavilo unutar igara druge generacije, pritom utječući na različite stavke poput osvjetljenja i smještaja NPC likova, dostupnosti različitih vrsta Pokémona (Murkrow i Misdreavus prisutni su samo tijekom noći, dok je Drifloon prisutan samo petkom), pa čak i osvjetljenje tijekom borbi. Inačice pokazuju pet različitih doba dana: jutro, dan, poslije podne, večer i noć.
Nova naprava imena Pokétch, nalik ručnom satu, može se osvojiti putem malenog natjecanja unutar igre te sadrži broj funkcija, uključujući kalkulator, kartu regije, brojač koraka, blok za crtanje itd.
Ispod Sinnoh regije nalazi se veliko podzemno područje kojim se igrači mogu koristiti za multiplayer igre. Igrači mogu napraviti i urediti tajne baze i sudjelovati u manjim igrama od kojih će jedna od njih dopustiti igraču da otkopa fosilizirane Pokémone poput Cranidosa (prisutnog samo u Diamond inačici) ili Shieldona (prisutnog samo u Pearl inačici). Ovi se Pokémoni, uz Spritomba, mogu dobiti samo putem istraživanja ovog podzemnog područja.
Diamond i Pearl imaju podršku Nintendo Wi-Fi povezivanja, što igračima dopušta da vrše razmjenu, međusobno se bore ili jednostavno komuniciraju putem online glasovnog chata. Podrum svakog Pokémon centra pruža pristup igračevom popisu prijatelja koji otvara ove mogućnosti. Glavni sustav razmjene jest Global Trade Station sustav. On igračima dopušta potragu za bilo kojim Pokémonom u svijetu, s popisom rezultata ljudi diljem svijeta koji su voljni razmjeniti potraženog Pokémona, kao i Pokémona kojeg traže zauzvrat. Razmjena ne mora biti trenutna i ponuda se može ostaviti kako bi ju i ostali igrači pregledali i upotpunili.
Uz postojećih pedeset Tehničkih uređaja (TM), koji Pokémone uče novim potezima, dodana su četrdeset i dva nova Tehnička uređaja, rezultirajući ukupnim brojem od devedeset i dva Tehnička uređaja.

## Povezivost s ostalim igrama
Diamond i Pearl inačice mogu se pohvaliti povezivošću s brojnim Pokémon igrama. Mogu se povezati s Game Boy Advance Pokémon RPG igrama nakon što igrač otvori Nacionalni Pokédex, kada se jedna od Game Boy Advance igara postavi u poseban dodatni Game Boy Advance utor dok je Diamond ili Pearl igra u DS utoru. Nakon što igrač iz jedne od GBA igara učita šest Pokémona u Diamond ili Pearl igru, Pokémoni su poslani u Pal Park smješten jugoistočno od grada Sandgema. Učitavanje ovih Pokémona ograničeno je na šest Pokémona u 24 sata. Igrač će iste Pokémone morati uhvatiti u Pal Parku putem posebne Park lopte koja ima stopostotni stupanj hvatanja prije izvršavanja novog učitavanja. Pokémoni koji poznaju HM napade ne mogu biti prebačeni, te igrač ne može prebaciti učitane Pokémone natrag u GBA igre.
Neke vrste Pokémona razmjenjene na međunarodnoj razini imat će unos u Pokédexu na jeziku igre iz kojih su potekle. Ovo omogućuje nova opcija koja se dodaje igračevom Pokédexu, dopuštajući igraču da bira između nekoliko različitih jezika, poput japanskog, engleskog, francuskog, njemačkog, španjolskog i talijanskog.
Uz to, Diamond i Pearl jedine su igre koje su povezive s igrom Pokémon Ranger. Koristeći se time, igrač će iz prethodno spomenute igre na Diamond ili Pearl inačicu moći prebaciti Manaphyjevo jaje nakon izvršavanja posebne misije. Diamond i Pearl inačice također su povezive Wii Pokémon naslovima kao što su Pokémon Battle Revolution i My Pokémon Ranch.
Naposljetku, igre se međusobno razlikuju po Pokémonima koji se u njima mogu pronaći. Neke su vrste Pokémona prisutne samo u Diamond inačici i obrnuto, pa je stoga razmjena među inačicama neizbježna.

## Prihvat igre
Igre su većim dijelom pohvaljene zbog velikog broja novog sadržaja i privlačnosti same igre, no kritizirane su zbog prevelike sličnosti s prethodnim naslovima po pitanju elemenata kao što su uzvici Pokémona u borbama, koji i dalje nalikuju elektroničkim zvučnim efektima koji su bili prisutni u prvotnim Game Boy igrama.

## Prodaja
Nakon puštanja igara u kasnom dijelu 2006. godine u Japanu, prodano je dva milijuna kopija, što nije bilo dostatno zbog prevelike potražnje. Pokémon Diamond i Pearl inačice imale su najuspješniji prvi tjedan puštanja igara u prodaju od svih Pokémon igara, te najbolji prvi tjedan prodaje bilo koje Nintendo DS igre u samoj zemlji. U prvih četrdeset i šest dana, igre su se prodale u tri milijuna kopija, a do kraja godine, broj se popeo do pet milijuna kopija u samo tri mjeseca.
U Sjedinjenim Američkim Državama, igre su u prodaju puštene u kasnom dijelu travnja 2007. godine, prodavši se u milijun kopija tijekom prvih pet dana prodaje. Do kraja svibnja 2007. godine, Pokémon Diamond postala je najprodavanijom videoigrom godine, dok je Pokémon Pearl zauzela četvrto mjesto na istom popisu.
Od 31. ožujka, 2008. godine, Pokémon Diamond i Pearl zajedno su prodane u 14.77 milijuna kopija diljem svijeta.

## Pokémon Platinum
Pokémon Platinum poboljšana je inačica Pokémon Diamond i Pearl inačica, prateći put inačica kao što su Pokémon Yellow, Crystal i Emerald. U Japanu je u prodaju puštena 13. rujna 2008. godine, iako datum izlaska u drugim dijelovima svijeta nije poznat.